# Stronger (álbum de Kelly Clarkson)
Stronger é o quinto álbum de estúdio da cantora norte-americana Kelly Clarkson, lançado em 24 de outubro de 2011 pela RCA Records. Clarkson começou a trabalhar em material para o álbum em novembro de 2009 enquanto estava em turnê e terminou suas gravações em fevereiro de 2011. O lançamento de Stronger foi adiado diversas vezes e várias faixas gravadas para ele vazaram na internet. Seu primeiro single, "Mr. Know It All", estreou em um live webcast em 30 de agosto de 2011 e foi lançado comercialmente em 5 de setembro do mesmo ano. O álbum Stronger ganhou o prêmio de Best Pop Vocal Album durante o 55º Grammy Awards, em 2013.

## Antecedentes
Durante uma entrevista com a MTV News, em novembro de 2009, Clarkson declarou que, embora estivesse em uma turnê musical, a All I Ever Wanted Tour, ela também estava em processo de composição de um novo material para o seu quinto álbum de estúdio, com lançamento esperado para o final de 2010. Em uma outra entrevista, para o Chart Show TV, ela revelou que gostaria de fazer algo diferente nesse álbum e completou que "por sorte, minha gravadora também queria que eu fizesse isso". Em 4 de março de 2010, Kelly anunciou que iria se apresentar no festival de música Lilith Fair. No entanto, a baixa venda de ingressos e conflitos de agenda fizeram com que ela e Norah Jones cancelassem sua participação. Clarkson afirmou que iria se concentrar nas gravações para o álbum ao invés disso. A cantora deu um tempo de seis meses de sua carreira musical em 2010. Ela teve uma agenda agitada desde o lançamento de seu álbum Breakaway e admitiu que sua carreira estava tendo um efeito negativo em sua saúde, dizendo "Já que minha carreira foi de zero para 100, não há 'desenvolvimento'. Eu aprendi bem sob pressão, mas, tipo, quatro anos se passaram e eu cheguei ao fundo do poço, Breakaway simplesmente explodiu em todo canto. Todo mundo estava ganhando um monte de dinheiro, então todo mundo estava pressionando por mais. Foi quando isso tudo finalmente me pegou. Eu tive pneumonia atípica duas vezes em um ano. Meu corpo estava fisicamente desistindo. Eu passei seis meses longe e fui para casa. Eu amo trabalhar, mas no final do dia você tem que tomar conta de si mesma".

## Desenvolvimento
"Esse álbum foi influenciado por Prince, Tina Turner, Sheryl Crow, Radiohead e há um pouco de influência/vibe country em algumas canções."

— Clarkson, sobre o som do álbum.
Em uma entrevista para a MTV em dezembro de 2009, Kelly disse que "ainda há algumas coisas cantora/compositora [no álbum], mas há... eu não sei. É quase como Garbage-encontra-pop-enconta-Muse. É um pouco diferente. Eu não sei como isso vai acabar. Quem sabe? Sempre acaba sendo algo completamente diferente". Em outubro de 2010, a cantora respondeu diversas questões no Twitter para atualizar os fãs sobre o andamento do álbum. Ela escreveu que "Nós quase finalizamos o álbum. Temos canções demais para selecionar". Depois adicionou que esperava que fosse lançado no início de 2011. Claude Kelly, que havia trabalhado anteriormente com a cantora em All I Ever Wanted, disse, "Bem, eu escrevi 'My Life Would Suck Without You' para o último álbum, então estamos tentando levá-lo para um outro nível", e adicionou, "Ela fez uma turnê pelo mundo com aquele álbum. Ela experimentou coisas, então seja lá o que ela estiver passando agora: diversão, bom, o ruim, o feio - nós queremos colocar no álbum". Durante uma entrevista para o Entertainment Weekly, Kelly comentou que, diferente de seus outros álbum, principalmente o controverso My December (2007) e o single "Already Gone" (2009), as canções gravadas para Stronger não se tornariam um conflito com a gravadora RCA: "Geralmente eu brigaria e ficaria tipo 'Não, essa tem que ser um single. Não há uma briga de verdade nesse. A gravadora e eu, todos as amamos".

## Produção

### Colaborações
Kelly começou colaborando com Howard Benson e Claude Kelly, ambos também produtores de canções de seu disco anterior, All I Ever Wanted. Jason Halbert, seu diretor musical e co-escritor durante as sessões para My December, também adicionou novo material para o álbum. Além desses, a cantora colaborou com vários outros musicistas, como Toby Gad, Greg Kurstin, Josh Abraham, Steve Jordan e Rodney Jerkins. Bonnie McKee revelou que também havia contribuído com Clarkson, dizendo "Eu trabalhei bastante com Kelly Clarkson no verão passado, parece que isso vai entrar no álbum. Ela realmente tem uma voz incrível e eu estou animada para ver o que vai acontecer, eu tenho grandes expectativas para esse álbum!".

### Gravação
As sessões de gravação para Stronger aconteceram em vários estúdios no mundo, enquanto Clarkson estava em sua turnê internacional para divulgação de All I Ever Wanted. Algumas gravações foram feitas nos Chalice Recording Studios em Los Angeles, Califórnia, e nos estúdios Smoakstack and Starstruck em Nashville, Tennessee. Em agosto de 2010, Kelly gravou uma canção com o cantor country Jason Aldean, chamada "Don't You Wanna Stay", para o quarto álbum de estúdio dele, My Kinda Party. A faixa foi lançada como single em novembro de 2010 e foi mais tarde incluída em Stronger como uma faixa bônus. Em 25 de fevereiro de 2011, Kelly gravou a última faixa para o disco, que foi "Mr. Know It All". Ela revelou que duas das faixas seriam duetos, dizendo "Na verdade, há dois duetos no novo álbum e eu tinha cantado em algum ponto com esses dois artistas antes, mas não em gravação". Um dos duetos, intitulado "One More Yesterday", cantada com Chris Daughtry, não entrou na lista de faixas final de Stronger; a canção tinha sido composta por Daughtry, Richard Marx e Jason Wade, mas Kelly decidiu não incluí-la por sentir que talvez não se encaixasse na direção do álbum.

## Composição

### Música e temas
Ao contrário dos outros discos de Clarkson, Stronger é um álbum conceitual. Ela descreveu o tema como "basicamente força e autonomia, então Stronger pareceu o título perfeito. Além do mais, essa canção ["What Doesn't Kill You (Stronger)"] é uma mina de ouro - é um pouco pop, um pouco pop rock, um pouco urban, um pouco dance, e junta tudo bem. E todo mundo ama aquela mensagem, 'O que não te mata te torna mais forte'. É a representação perfeita da minha vida". A cantora co-escreveu sete faixas para ele, e colaborou com artistas como Ester Dean e Bonnie McKee pela primeira vez. Claude Kelly comentou que as canções que ele escreveu tinham "a verdadeira forma de Kelly Clarkson, uma gravação que destaca sua voz, mas também mostra sua atitude e sua personalidade". Ele também explicou que "é sempre up-tempo para mim quando se trata de Kelly. Eu gosto de ouvi-la no modo 'chuta-traseiro'". Kelly afirmou que o álbum acabou indo para uma direção diferente do que estava sendo feito no início".
Em uma entrevista com Ryan Seacrest, Kelly afirmou que ela e seus produtores se esforçaram para gravar sua voz como é ouvida nas performances ao vivo, com tão pouco auto-tune quanto possível, dizendo que "o que diferencia esse álbum são os vocais. Eles soam mais ricos e mais completou e, pela primeira vez, como eu canto ao vivo. Os produtores com os quais trabalhei me deixaram cantar e ser eu mesma". Ela comentou que "ele tem muita alma. Entende o que quero dizer? Tipo, Radiohead é alternativo, mas eles tem muita alma. E Sheryl Crow, uma cantora/compositora cheia de alma. Então é tudo um pop rock rítmico e cheio de alma". Pouco tempo depois da lista de faixas final ser liberada, a MTV notou que há vários 'Vocês' nos títulos das canções. Kelly disse que "são todos diferentes 'você', não há ninguém em comum, tipo, não havia alguém, eu não tive um rompimento difícil ou algo assim, não foi desse jeito. Eu só penso que a vida é sobre relacionamentos, então eu sempre escrevo sobre todos os diferentes que estão se passando na minha vida e não tenho um filtro. Então é usualmente muito honesto".

### Canções
O primeiro single do álbum, "Mr. Know It All", escrito por Ester Dean, Brian Kennedy e Brett James é uma canção pop mid tempo com influências R&B, similar as canções do álbum de estreia da cantora, Thankful. Segundo Clarkson, ela foi escolhida como primeiro single porque "é diferente de qualquer outra canção que eu já fiz" e sua mensagem não é apenas sobre relacionamentos. Apesar de admitir que algumas pessoas a trataram mal, ela afirmou que a canção também é para pessoas ignorantes que pensam que sabem tudo sobre alguém.
Clarkson comparou "Stronger (What Doesn't Kill You)" com seu single de 2004 "Since U Been Gone", dizendo que "não posso esperar para apresentar essa canção ao vivo. Ela é como um grande hino dance music. Vai ser aquela que é meio como 'Since U Been Gone', na qual as pessoas pulam com tudo, e é realmente inspiradora". Ela elegeu a letra de "You Can't Win" como sua favorita. Outra faixa, "You Love Me", foi escrita por Kelly depois de um incidente que ela pensou que acabaria com ela. "Essa foi provavelmente a maior mágoa que já tive em minha vida. Mas, por escrever sobre o assunto, eu conseguir passar por isso e tirar do meu sistema".

## Lançamento
Em outubro de 2009, Clarkson anunciou que o álbum seria lançado no outono de 2010. Em 30 de janeiro de 2011, disse que tinha sido adiado para março de 2011. Porém, em março, ele voltou a ser adiado, com lançamento previsto para setembro de 2011. Kelly explicou, "Eu entendo que isso é um longo tempo, mas é aparentemente a melhor época para lançá-lo, então sinto muito pela espera, mas eu juro que ele soa incrível!". Jerkins disso ao The Hollywood Reporter que essa foi uma "decisão inteligente", enquanto Claude Kelly comentou que o adiamento poderia funcionar bem para Kelly, dizendo: "Eu estaria disposto a apostar que a razão para ter sido adiado não é nada tão horrível ou arrasador como as pessoas pensam - é provavelmente uma programação melhor". Foi também relatado que a mudança de data foi causada por uma reestruturação da Sony Music, com a entrada de Doug Morris, ex-presidente do Universal Music Group, como seu novo CEO. Em julho de 2011, diversas faixas demo gravadas por Kelly - entre 50 e 70 - vazaram na internet; algumas deles eram de 2002, de quando a cantora estava gravando para Thankful, e outras feitas para Stronger. A RCA mandou imediatamente avisos para os sites que estavam hospedando as faixas liberadas ilegalmente e elas foram removidas. Clarkson, que retornou de uma viagem de férias para o Taiti, liberou uma declaração, dizendo "Eu retornei para os Estados Unidos de uma viagem e, de alguma forma, 50 das minhas canções vazaram na internet?! Não há sentido em ficar brava porque não há nada que eu possa fazer. Eu não posso esperar para que todo mundo escute  meu quinto álbum real finalizado".
| “ | Oh meu Deus, você já foi roubado alguma vez? Eu fui. Eu já fui roubada fisicamente algumas vezes, mas isso é muito pior. Essas canções apareceram e as pessoas ficaram tipo, 'Oh meu Deus, que direção Kelly está seguindo?' Eu acho que o que me deixou furiosa foi isso: As pessoas me roubaram, ninguém tem ideia de como meu próximo álbum irá soar. Isso realmente causou um monte de confusão. Mas tem uma parte boa, no entanto, nada que vazou é a versão final. Todas elas são demos. | ” |

Ela então adicionou, "Eu nem mesmo tenho (o álbum completo), aliás, porque estou com medo de colocá-lo no meu computador", se referindo ao incidente em dezembro de 2010, no qual dois hackers alemães foram presos por roubar canções de artistas pop internacionais, incluindo Kelly, Lady Gaga, Ke$ha e Justin Timberlake, acessando os computadores pessoas deles. Em 17 de agosto de 2011, Clarkson finalmente anunciou que o disco se chamaria Stronger e tinha lançamento previsto para 25 de outubro de 2011. Em 7 de setembro de 2011, a RCA liberou a capa do álbum e adiantou a data de lançamento para o dia anterior. A edição deluxe do álbum será lançada junto com a padrão mundialmente. Em 15 de outubro, o iTunes japonês liberou acidentalmente o álbum para compra, o que foi mais tarde no mesmo dia substituído por prévias.

## Faixas
| Edição padrão |                                    |                                                          |                              |         |  |
| N.º           | Título                             | Compositor(es)                                           | Produtor(es)                 | Duração |  |
| 1.            | "Mr. Know It All"                  | Brian Seals, Ester Dean, Brett James, Dante Jones        | Brian Kennedy, Dean*, Jones^ | 3:53    |  |
| 2.            | "Stronger (What Doesn't Kill You)" | Jörgen Elofsson, Ali Tamposi, David Gamson, Greg Kurstin | Kurstin                      | 3:41    |  |
| 3.            | "Dark Side"                        | Busbee, Alexander Geringas                               | Kurstin                      | 3:44    |  |
| 4.            | "Honestly"                         | Tom Shapiro, Robert Marvin, Catt Gravitt                 | Kurstin                      | 3:36    |  |
| 5.            | "You Love Me"                      | Kelly Clarkson, Josh Abraham, Oliver Goldstein           | Abraham, Oligee              | 4:04    |  |
| 6.            | "Einstein"                         | Toby Gad, Bridget Kelly, James Fauntleroy II, Clarkson   | Gad                          | 2:59    |  |
| 7.            | "Standing in Front of You"         | Clarkson, Aben Eubanks                                   | Jason Halbert                | 3:59    |  |
| 8.            | "I Forgive You"                    | Rodney Jerkins, Andre Lindal, Lauren Christy             | Darkchild, Lindal            | 3:04    |  |
| 9.            | "Hello"                            | Clarkson, Abraham, Goldstein, Bonnie McKee               | Abraham, Oligee              | 2:59    |  |
| 10.           | "The War Is Over"                  | Gad, Olivia Waithe                                       | Toby Gad                     | 3:57    |  |
| 11.           | "Let Me Down"                      | Clarkson, Chris DeStefano                                | DeStefano                    | 3:24    |  |
| 12.           | "You Can't Win"                    | Clarkson, Abraham, Goldstein, Felix Bloxsom              | Abraham, Oligee              | 4:19    |  |
| 13.           | "Breaking Your Own Heart"          | Jennifer Hanson, Michael Longenecker                     | Howard Benson                | 3:48    |  |

| Faixas bônus da edição deluxe |                                           |                                          |                 |         |  |
| N.º                           | Título                                    | Compositor(es)                           | Produtor(es)    | Duração |  |
| 14.                           | "Don't You Wanna Stay" (com Jason Aldean) | Jason Sellers, Paul Jenkins, Andy Gibson | Michael Knox    | 4:20    |  |
| 15.                           | "Alone"                                   | Abraham, Goldstein, McKee, Ryan Williams | Abraham, Oligee | 3:01    |  |
| 16.                           | "Don't Be a Girl About It"                | Clarkson, Brent Kutzle                   | DeStefano       | 3:27    |  |
| 17.                           | "The Sun Will Rise" (com Kara DioGuardi)  | Kyle Jacobs, Danelle Leverett            | Benson          | 3:33    |  |

| Faixa bônus do iTunes |                     |                 |              |         |  |
| N.º                   | Título              | Compositor(es)  | Produtor(es) | Duração |  |
| 18.                   | "Why Don't You Try" | Eric Hutchinson | Steve Jordan | 4:47    |  |

(*) denota co-produtor

(^) denota produtor adicional

## Recepção

### Análise da crítica
| Críticas profissionais | Críticas profissionais |
| Pontuações agregadas   | Pontuações agregadas   |
| Fonte                  | Avaliação              |
| ---------------------- | ---------------------- |
| Metacritic             | 62/100                 |
| Avaliações da crítica  |                        |
| Fonte                  | Avaliação              |
| About.com              | [ 39 ]                 |
| Allmusic               | [ 40 ]                 |
| Entertainment Weekly   | B+                     |
| New York Times         | favorável              |
| Washington Post        | favorável              |
| Rolling Stone          | [ 44 ]                 |

O álbum foi recebido com resenhas geralmente positivas dos críticos especializados. O Metacritic calculou uma média de 62% de aprovação, baseado em dez opiniões recolhidas. No portal About.com, o crítico Bill Lamb intitulou sua resenha de "Uma das melhores vozes da música pop apresenta seu álbum mais consistente"; ele afirmou que, em Stronger, Kelly "encontrou seu ponto confortável no meio" do som de seus dois álbuns anteriores. "Faixa após faixa, ele não irá lhe encantar de primeira, mas escute-as três, quatro ou cinco vezes e praticamente todas elas te fazem pensar que esse álbum se tornará a parte mais importante de sua playlist pessoal durante o inverno que está para chegar. [...] É difícil criar uma música pop que seja ao mesmo tempo muito pessoal e viciante. Kelly Clarkson teve sucesso nessa tarefa frenquentemente aqui", ele concluiu. Lamb selecionou "Mr. Know It All", "What Doesn't Kill You (Stronger)", "Honestly", "Standing in Front of You" e "I Forgive You" como as melhores canções do álbum em sua opinião. Stephen Thomas Erlewine, do Allmusic, escreveu que Kelly "se reencontrou em Stronger", dizendo que "certamente, parte da variedade do álbum ocorre por causa dos múltiplos produtores e escritores, mas o sucesso dele é inteiramente devido a Kelly Clarkson, cuja personalidade e profissionalismo o tornam seu melhor álbum desde a revelação com Breakaway em 2004". No Entertainment Weekly, Melissa Maerz elogiou "I Forgive You", chamando-a de "excelente explosão bubblegum-rosa" e elegeu "What Doesn't Kill You (Stronger)" como a melhor faixa, mas comentou que "a voz de Clarkson foi feita para hinos, e muitas das baladas lentas e sonolentas aqui não lhe fazem justiça".
No New York Times, em uma crítica escrita por Jon Caramanica, foi dito que Clarkson "está lado a lado com Taylor Swift quando se trata de vingança, e ela fará isso mais alto e com mais brutalidade. [...] Mais das metades das faixas aqui possuem uma base similar, incluindo 'I Forgive You', cuja introdução é basicamente um cover de 'Since U Been Gone'; isso acontece em todos os álbum de Clarkson, no entanto - a sombra dessa canção, um dos pontos mais altos do pop na década passada, é grande demais para sumir completamente". Ele concluiu a resenha dizendo que "Clarkson está se transformando na Mary J. Blige do pop: tão boa em estar ferida que ninguém quer deixá-la se curar". Allison Stewart comentou no Washington Post que "Stronger não se aventura longe da zona de conforto de Clarkson: canções pop enérgicas cheias de drama e ressentimento. [...] Clarkson pode fazer qualquer coisa soar bem, geralmente sem tentar muito, e ela arrasa esses hinos Top 40 e baladas mid-tempo como se estivesse espantando moscas". A crítica continua dizendo que a cantora "possui dois modos: que gosta de briga e ressentido - e Stronger trabalha em cada combinação possível dos dois. [...] Embora careça de uma faixa que cause nocaute, ele é familiar, confortável e sem desafios, um bom álbum de uma ótima vocalista que, é fácil ainda ter esperança, pode fazer muito mais".

### Desempenho comercial
Stronger alcançou a segunda posição na parada Billboard 200, por ter vendido 163 mil cópias na sua semana de estreia nos Estados Unidos. Em sua primeira semana de distribuição no Reino Unido, Stronger vendeu 29.233 cópias, o suficiente para debutar na quinta posição da UK Albums Chart; o lançamento do álbum também fez com que "Mr. Know It All" passasse da sexta para a quarta posição na parada de singles do país, com 53.307 cópias vendidas. Na Austrália, debutou na terceira posição na parada de álbuns da ARIA, uma estreia menor do que a All I Ever Wanted, mas maior que a de My December.
| Parada (2011)                         | Melhor posição |
| ------------------------------------- | -------------- |
| Alemanha (German Albums Chart)        | 14             |
| Austrália (Australian Albums Chart)   | 3              |
| Áustria (Australian Albums Chart)     | 20             |
| Bélgica (Ultratop - Flanders)         | 45             |
| Bélgica (Ultratop - Wallonia)         | 57             |
| Brasil - Billboard Brasil Hot 100     | 84             |
| Canadá (Canadian Albums Chart)        | 4              |
| Espanha (PROMUSICAE)                  | 40             |
| Estados Unidos (Billboard 200)        | 2              |
| Países Baixos (Dutch Albums Chart)    | 16             |
| Itália (Italian Albums Chart)         | 68             |
| Irlanda (Irish Albums Chart)          | 8              |
| Japão (Japan Albums Chart)            | 59             |
| México - (Mexican Albums Chart)       | 85             |
| Nova Zelândia - (RIANZ Top 40 Albums) | 6              |
| Reino Unido - (UK Albums Chart)       | 5              |
| Suíça - (Swiss Albums Chart)          | 12             |
| Suécia - (Swedish Albums Chart)       | 39             |

| País           | Fornecedora  | Certificação | Vendas     |
| -------------- | ------------ | ------------ | ---------- |
| Austrália      | ARIA         | Platina      | 70 000+    |
| Estados Unidos | RIAA         | Platina      | 1 000 000+ |
| Canadá         | Music Canada | Ouro         | 40 000+    |